# アイヌ文化の振興並びにアイヌの伝統等に関する知識の普及及び啓発に関する法律
アイヌ文化の振興並びにアイヌの伝統等に関する知識の普及及び啓発に関する法律（アイヌぶんかのしんこうならびにアイヌのでんとうとうにかんするちしきのふきゅうおよびけいはつにかんするほうりつ、平成9年5月14日法律第52号）はアイヌ文化の振興・知識普及・啓発に関する法律である。通称アイヌ文化振興法、アイヌ文化法、アイヌ新法。

## 概要
1997年（平成9年）5月8日に成立、同年5月14日公布、同年7月1日施行。この法律の附則2条により、北海道旧土人保護法（明治32年法律第27号）および旭川市旧土人保護地処分法（昭和9年法律第9号）は廃止された。
この法律はアイヌの人々の誇りが尊重される社会を実現するための施策の推進に関する法律（平成31年4月26日法律第16号）により2019年（令和元年）5月24日に廃止された。

## 制定の経緯
アイヌ民族に関わる法律としては、1899年（明治32年）に制定された北海道旧土人保護法が存在していた。しかし、アイヌ民族の保護を謳いながら実際には同化政策の根拠とされたこと、差別意識の含まれる「旧土人」という呼称を用いていることなどから北海道旧土人保護法を廃止し、それに代わる新たな法律（通称アイヌ新法）を制定しようという運動が行われるようになった。1984年（昭和59年）に北海道ウタリ協会（現・北海道アイヌ協会）が新法の素案となる「アイヌ民族に関する法律」（案）を採択し、案は北海道知事の諮問機関であるウタリ問題懇話会および北海道議会で審議されて修正が加えられた。1994年（平成6年）、萱野茂がアイヌ初の国会議員（日本社会党（当時）所属）に就任したことによりアイヌ新法制定に向けた動きが進み、北海道旧土人保護法に代わる法律として1997年（平成9年）5月8日に本法が成立した。